# Setge d'Illa
El Setge d'Illa fou un dels episodis de la guerra dels Segadors entre el 23 i el 29 de setembre de 1640.

## Antecedents
El governador general del Rosselló, Juan de Garay Otañez, que coneixia els tractes catalans amb els francesos, va evitar aturar-los en detenir Aleix de Senmenat, Gabriel de Llupià, el canonge Ros d'Elna, el doctor Subirà i Jacint Ams el 23 d'agost.
Signat finalment el pacte de Ceret el 7 de setembre del 1640, va intentar tallar les comunicacions entre els aliats en ocupar Illa i Millars, i detenir els representants francesos.

## Batalla
5.000 soldats espanyols dirigits per Juan de Garay Otañez, amb cavalleria i quatre peces d'artilleria, provinents de Perpinyà van atacar la ciutat el 23 i el 29 de setembre de 1640. Van ser rebutjats pels sis cents francesos de Ludovic Stuart, senyor d'Aubigny i l'ajut dels vilatans, entre els quals es trobava Manuel d'Aux Borrellas que van aguantar fins a l'arribada dels reforços de Roger de Bossost, senyor d'Espenan i Frederic Schomberg.
L'amenaça de les tropes franceses, formada pels regiments d'Espenan, Roquelaure, Serignan, les companyies de cavalleria lleugera de Schomberg, Espenan i Fontrailles i 120 Gentilshommes, la resistència de la població que fins i tot va arribar a ferir en dos indrets el cap de les forces castellanes, Juan de Garay, i a causar fins a cinc cents baixes, i l'aixecament del sometent va fer abandonar el setge als castellans.